# Mesenstein
Der Mesenstein war ein Kreuzstein am Rand des Deisters bei Bad Münder am Deister in Niedersachsen.

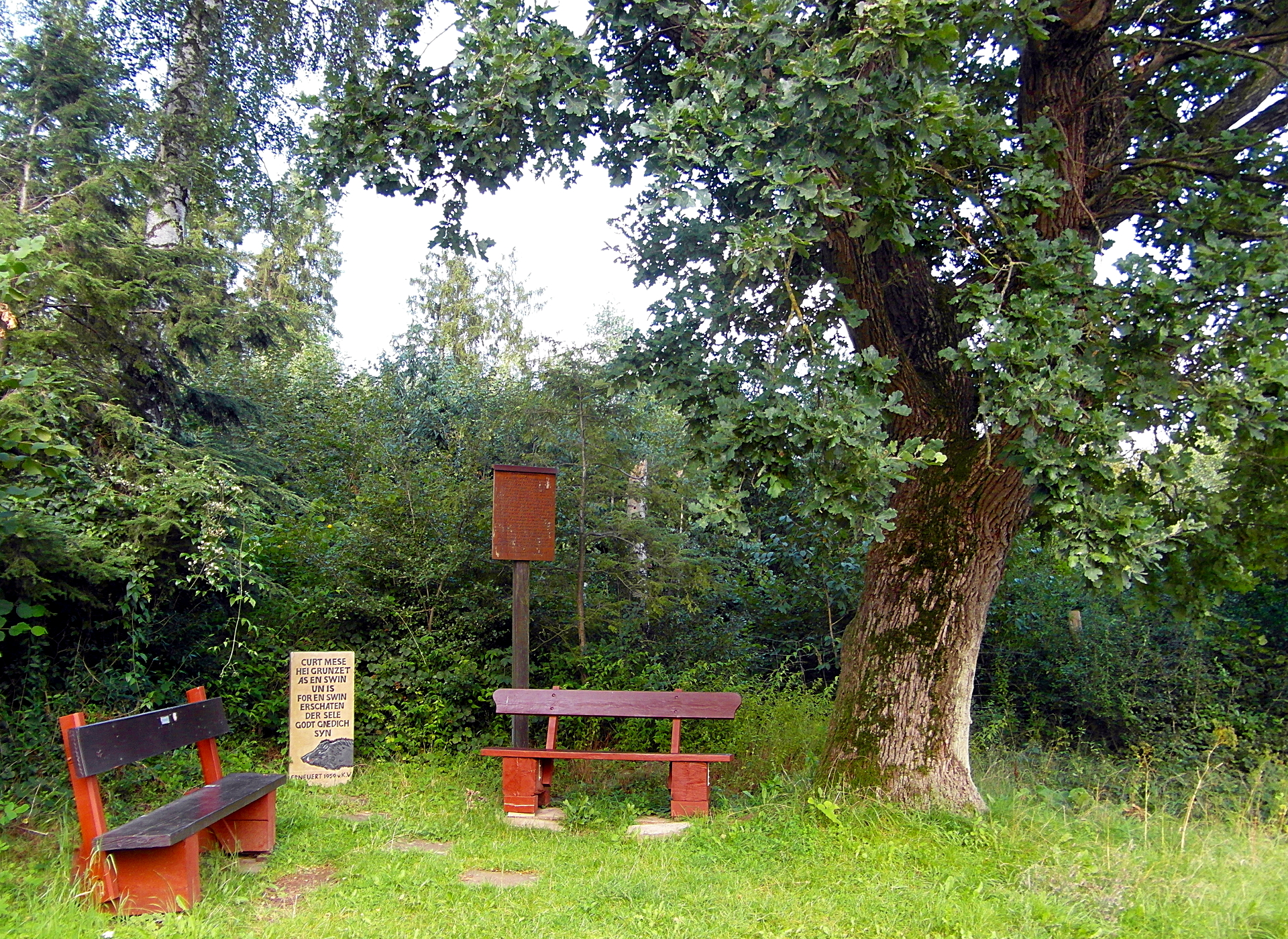
Rastplatz am Panoramaweg beim Mesenstein

## Geschichte

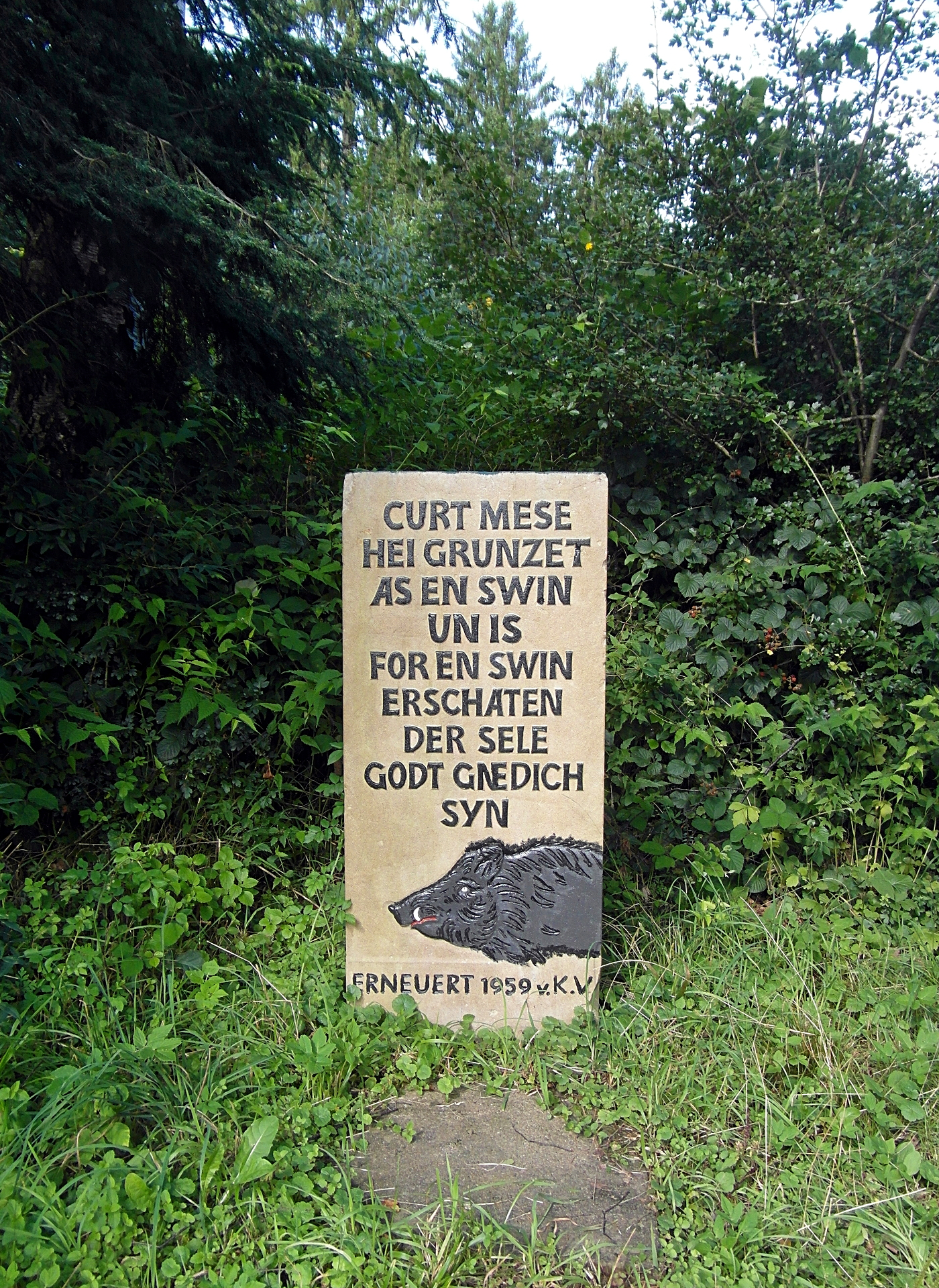
Der 1959 gefertigte Mesenstein

Im Wald am Hang des Deisters nordöstlich von Münder wurde um das Jahr 1900 ein halb im Boden liegender Kreuzstein gefunden. In Folge späterer Waldrodung lag der Standort bald außerhalb des Waldes im freien Feld. Der Stein wurde daraufhin etwas oberhalb seines Fundorts am heutigen Standort am Waldrand aufgestellt. Hier verläuft heute der Panoramaweg von der Ziegenbuche in Richtung Springe.
Im Jahr 1959 fertigte Bildhauermeister Willy Meyer aus Bad Münder einen nach Motiven der Überlieferung neu gestalteten Mesenstein an. Der Kur- und Verkehrsverein Bad Münder stellte diesen Stein neben dem Original auf. Der originale Mesenstein wurde 1968 gestohlen. Einige Zeit später fand man ihn mitten in der Stadt Bad Münder am Steinhof wieder. Bevor die Verwaltung ihn wieder am alten Standort aufstellen konnte, wurde der Mesenstein wieder gestohlen und ist seither verschollen.
Am Panoramaweg steht seitdem nur noch der 1959 angefertigte neue Mesenstein sowie seit 2003 eine vom Kur- und Verkehrsverein aufgestellte Holztafel mit einer Kurzfassung von Meses Geschichte.

## Beschreibung
Der 1900 gefundene Mesenstein war stark verwittert und durch das Fehlen seines oberen Teils beschädigt. Eine Seite zeigte das untere Schaftstück eines eingerillten Balkenkreuzes auf Halbkreisbogen, auf der anderen Seite waren Fragmente einer Inschrift nur noch schwer lesbar.

Der 1959 gefertigte Mesenstein ist ein 1,15 m hoher, 50 cm breiter und 15 cm dicker Quader aus Kalkstein. Über einem Wildschweinkopf mit durch Gravur betonten Konturen steht der Spruch 

„Curt Mese. Hei grunzet as en Swin un is for en Swin erschaten. Der Sele Godt gnedich syn.“

## Überlieferung

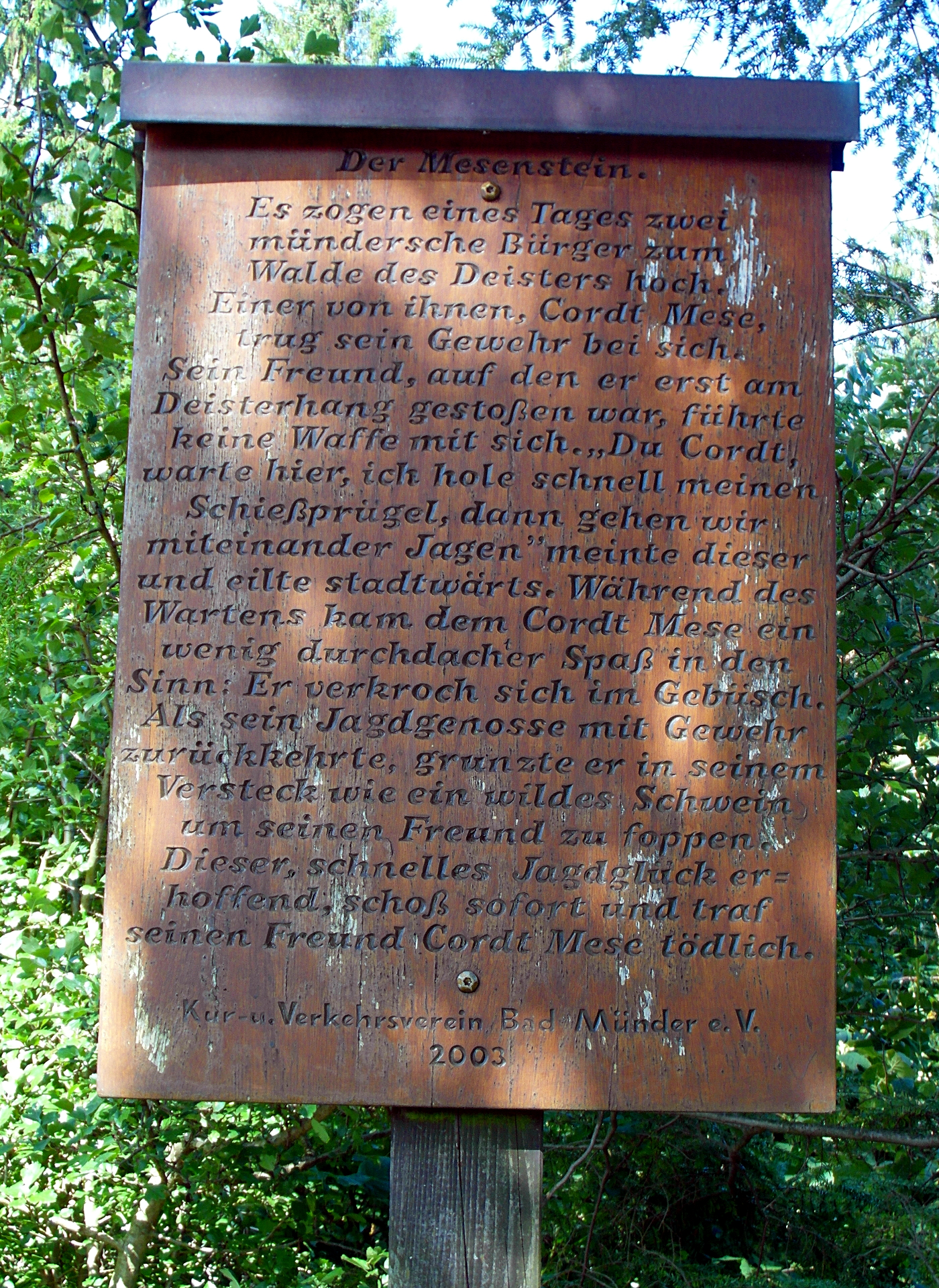
Infotafel am Mesenstein

Es war, je nach Quelle, etwa im Jahr 1900 oder vor mehr als 200 Jahren. Zwei mündersche Bürger trafen sich am Deisterhang und beschlossen, gemeinsam auf die Wildschweinjagd zu gehen. Während sein Freund noch schnell sein Gewehr holen ging, erlaubte sich Cordt Mese einen Spaß. Er versteckte sich in der Nähe des vereinbarten Treffpunkts im Gebüsch und begrüßte den Zurückkehrenden mit Gegrunze. Dieser schoss sofort und verletzte Mese tödlich. Der sterbende Mese konnte herbeigeholten Helfern gerade noch den Tathergang schildern.
Der Mesenstein dient heutigen Jägern zum Gedenken.